# Каллиар
Каллиар (др.-греч. Καλλίαρος; дословно — «хорошо вспаханный») — античный город на территории Локриды.
Город впервые упомянут в «Илиаде» Гомера при перечислении владений локридского царя Аякса Оилида из которых он набрал войско перед отправкой на Троянскую войну. Согласно мифам город был основан потомком Зевса Каллиаром, в честь которого и получил свое название. Населённый пункт упоминает Страбон (около 64/63 годов до н. э. — около 23/24 годов н. э.). Античный историк и географ писал, что город уже необитаем, а на его месте находилась хорошо возделанная равнина.
Согласно «Barrington Atlas of the Greek and Roman World» Каллиар мог располагаться на территории современной деревни Скала Аталанта на побережье северного Эвбейского залива.